# 비핀 샤르마

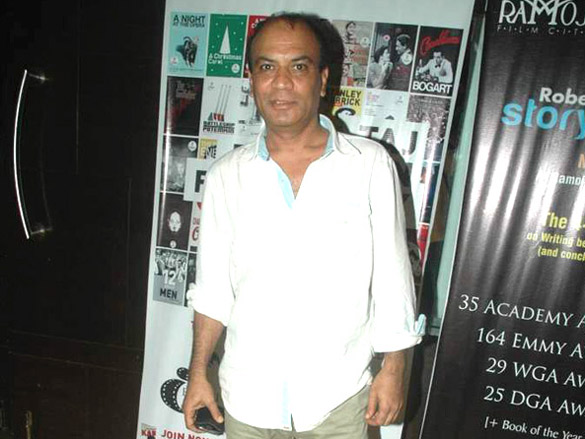

비핀 샤르마(Vipin Sharma, 1979년 2월 18일 ~ )는 인도의 배우이다.
뉴델리에서 태어났다.

## 영화
- 호텔 뭄바이 (2018년) - 딜립 역
- 7 아워스 투 고 (2016년)
- 마더 데레사의 편지 (2014년)
- 인카르 (2013년)
- 라지조 (2013년)
- 사티아그라하 (2013년)
- 란자나 (2013년)
- 스페셜 챠비스 (2013년)
- 샤히드 (2012년)
- 캘커타 택시 (2012년)
- 와시푸르의 갱들 (2012년)
- 판 싱 토마르 (2010년)
- 까르틱 콜링 까르틱 (2010년)
- 1920 (2008년)
- 지상의 별처럼 (2007년) - 난드키쇼어 아와스티 역